# José Luis Canto Sosa
José Luis Canto Sosa (Calkiní, 29 ottobre 1960) è un vescovo cattolico messicano, dal 14 agosto 2021 vescovo di San Andrés Tuxtla.

## Biografia
È nato a Calkiní, nella diocesi di Campeche e nell'omonimo stato, il 29 ottobre 1960.

### Ministero sacerdotale
Il 27 dicembre 1996 è stato ordinato presbitero, nella cattedrale di Campeche.
Dopo l'ordinazione presbiterale ha ottenuto la licenza in educazione speciale e poi la licenza in Storia della Chiesa presso la Pontificia Università Gregoriana in Roma. Durante il suo ministero sacerdotale ha ricoperto i seguenti incarichi: 
- prefetto del seminario minore della diocesi di Campeche;
- docente presso il seminario maggiore;
- direttore di una scuola della diocesi di Campeche;
- vicario parrocchiale;
- parroco presso diverse parrocchie;
- direttore spirituale dei movimenti Cursillos de Cristiandad e Comunidad Pan de Vida.

Al momento della nomina episcopale era vicario generale della diocesi di Campeche, parroco presso la parrocchia della Risurrezione e direttore della Commissione diocesana interdisciplinare per la protezione dei minori.

### Ministero episcopale
Il 14 agosto 2021 papa Francesco lo ha nominato vescovo di San Andrés Tuxtla; è succeduto a Fidencio López Plaza, precedentemente nominato vescovo di Querétaro. Ha ricevuto l'ordinazione episcopale il 27 ottobre, nella cattedrale di San Andrés Tuxtla, per imposizione delle mani dell'arcivescovo Franco Coppola, nunzio apostolico in Messico; contestualmente ha preso possesso canonico della diocesi.

## Genealogia episcopale
La genealogia episcopale è:
- Cardinale Scipione Rebiba
- Cardinale Giulio Antonio Santori
- Cardinale Girolamo Bernerio, O.P.
- Arcivescovo Galeazzo Sanvitale
- Cardinale Ludovico Ludovisi
- Cardinale Luigi Caetani
- Cardinale Ulderico Carpegna
- Cardinale Paluzzo Paluzzi Altieri degli Albertoni
- Papa Benedetto XIII
- Papa Benedetto XIV
- Papa Clemente XIII
- Cardinale Bernardino Giraud
- Cardinale Alessandro Mattei
- Cardinale Pietro Francesco Galleffi
- Cardinale Giacomo Filippo Fransoni
- Cardinale Antonio Saverio De Luca
- Arcivescovo Gregor Leonhard Andreas von Scherr, O.S.B.
- Arcivescovo Friedrich von Schreiber
- Arcivescovo Franz Joseph von Stein
- Arcivescovo Joseph von Schork
- Vescovo Ferdinand von Schlör
- Arcivescovo Johann Jakob von Hauck
- Vescovo Ludwig Sebastian
- Cardinale Joseph Wendel
- Arcivescovo Josef Schneider
- Vescovo Josef Stangl
- Papa Benedetto XVI
- Arcivescovo Franco Coppola
- Vescovo José Luis Canto Sosa